# Напередодні прем'єри
Напередодні прем'єри — радянський художній фільм 1978 року, знятий на Кіностудії ім. О. Довженка.

## Сюжет
Кіноповість про молодого талановитого режисера дитячого театру, який, незважаючи на невиліковну хворобу, приїхав працювати в обласне місто.

## У ролях
- Олег Табаков — Патов Микола Миколайович, головний режисер ТЮГу
- Микола Пастухов — Іван Максимович, директор ТЮГу
- Борис Плотников — Андрій Лагутін, молодий режисер ТЮГу
- Людмила Крилова — Зінаїда Балабанова, акторка ТЮГу, заслужена артистка УРСР
- Ада Роговцева — Ксенія Павлівна, дружина Патова, колишня акторка
- Валентина Тализіна — Валентина Степанівна
- Марина Левтова — Лера, дочка Патова, студентка медінституту
- Віктор Панченко — Костя Чичкун, актор
- Катерина Брондукова — епізод
- Петро Бучин — епізод
- Леонід Данчишин — актор
- Георгій Дворников — актор
- Ніна Ільїна — акторка
- Євгенія Конофольська — п'ятикласниця
- Олег Комаров — епізод
- Поліна Литвиненко — епізод
- Людмила Логійко — епізод
- Іван Матвєєв — актор
- Валерій Носик — актор
- Віктор Плотников — епізод
- Раїса Пироженко — епізод
- Віктор Степаненко — актор
- Михайло Свєтін — Свєтін, актор
- Ірина Терещенко — вчителька
- Геннадій Болотов — актор
- Людмила Лобза — акторка
- Володимир Алексєєнко — актор
- Анатолій Переверзєв — актор
- Сергій Бутилов - хлопчик з рогаткою

## Знімальна група
- Режисер-постановник: Олег Гойда
- Сценаристи: Анатолій Алексін, Олег Гойда
- Оператор-постановник:  Юрій Гармаш
- Художник-постановник:  Юрій Муллер
- Композитор: Володимир Шаїнський
- Текст пісень Михайла Танича
- Звукооператор: Леонід Вачі
- Режисерка: Емілія Іллєнко
- Оператор: М. Бердичевський
- Художниця по костюмах: Алла Шестеренко
- Художниця-гримерка: Алла Бржестовська
- Редактори: Л. Чумакова, Віталій Юрченко
- Режисерка монтажу: Наталія Акайомова
- Комбіновані зйомки: оператор — М. Бродський, художник — Михайло Полунін
- Сценографка: Лариса Жилко
- Директор картини: Володимир Смертюк